# 개성 미사일 기지
개성 미사일 기지는 조선민주주의인민공화국의 미사일 기지이다.

## 역사
- 2014년 7월 9일 새벽

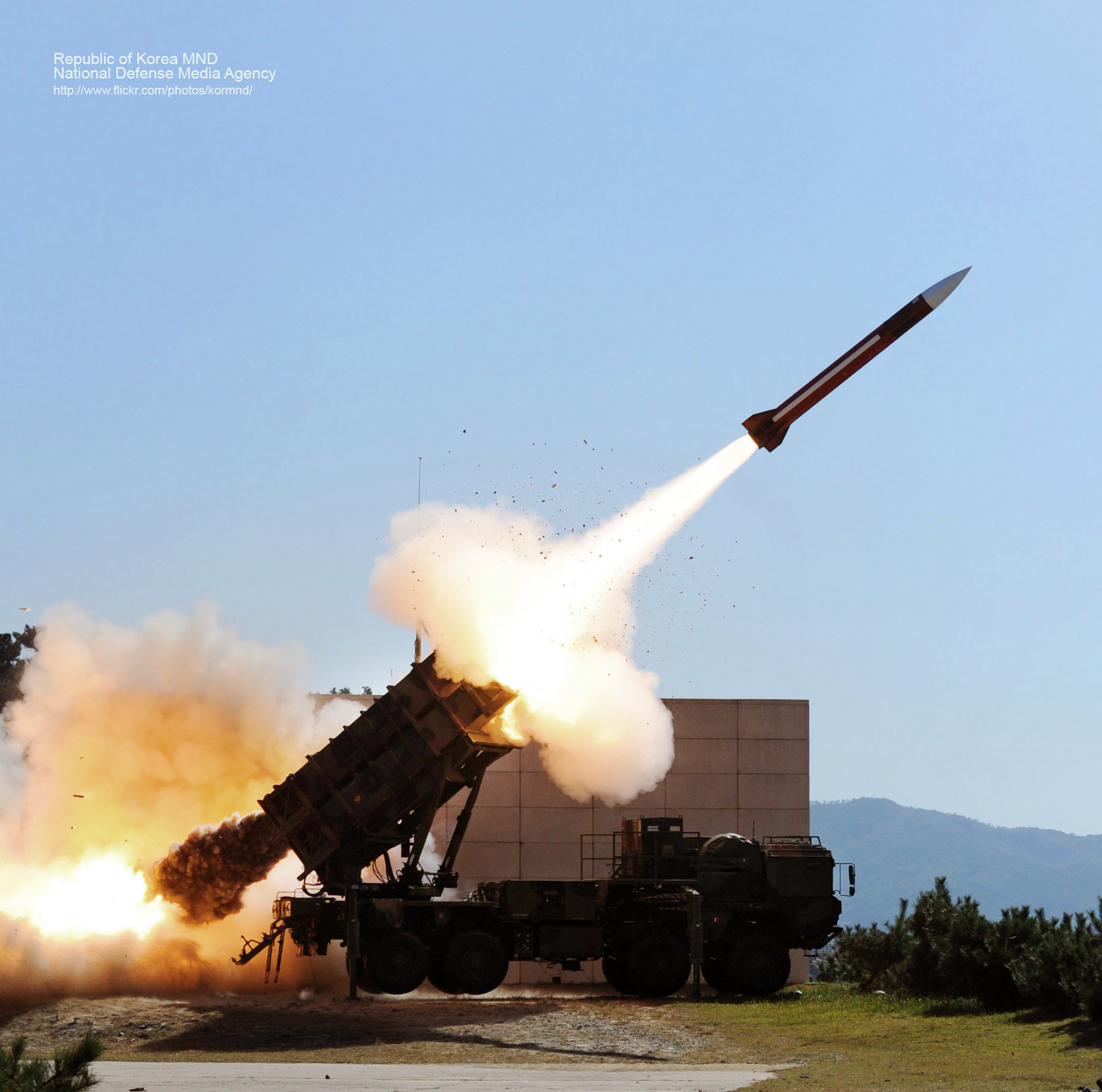
한국군이 SAM-X 사업으로 도입될 독일제 중고 패트리어트 미사일

  - 황해도 평산 태탄비행장 인근에서 사거리 500km의 스커드 미사일 2발을 발사했다.

- 2014년 7월 13일 새벽 1시 20분과 1시 30분 경
  - 개성 북쪽에서 동해 상으로 스커드 미사일로 추정되는 사거리 500km의 단거리 탄도 미사일 2발을 발사했다. 군사분계선에서 북쪽으로 불과 20km 떨어진 곳으로, 7월 9일 황해도 평산 일대에서 스커드 미사일을 발사했을 때보다 더 남쪽으로 내려왔다. 2014년에 들어 14번째 미사일 발사다. 개성 북서쪽 10km 지점에서 발사되었으며, 조선민주주의인민공화국의 탄도 미사일로는 가장 남쪽에서 발사되었다.

- 2016년 7월 19일
  - 황주 지역 인근 평양개성고속도로에서 노동 미사일 2발과 스커드 미사일 1발이 발사됐다. 이동식 발사대는 고속도로에 건설된 터널에 숨어 있다가 발사 직전 전개됐다.

## 요격
2016년 7월 20일, 국민의당 김경진 의원 (광주 북구 갑)은 서울에서 58km 떨어진 개성에서 스커드 미사일을 발사하면 30초 만에 도달한다고 말했다. SAM-X 사업으로 도입될 독일제 중고 패트리어트 미사일의 대응 시간은 2분 13초로 추정되어서, 요격이 불가능하다.
2008년 9월 17일, 일본 항공자위대는 미국 텍사스주 화이트샌즈 미사일 훈련장에서 패트리어트 미사일 PAC-3의 발사 실험을 실시, 모의 탄도 미사일을 떨어뜨렸다. 120km 정도 떨어진 장소에서 모의 탄도미사일이 발사되자 항공자위대의 레이더가 미사일을 탐지, 2분쯤 뒤 패트리어트 미사일 PAC-3를 쏘아서 30초 후에 요격했다. 그러나 패트리어트 미사일 PAC-3가 사거리 58km 탄도미사일 요격에도 효율적인지는, 실제 요격 실험을 성공했다는 보도는 없다.

## 같이 보기
- 상원동 미사일 기지
- 금천리 미사일 기지
- 평산 미사일 기지